# Derbi de las Midlands del Este
El derbi de las Midlands del Este (del inglés: East Midlands derby) es como se conoce popularmente al encuentro de fútbol entre el Derby County y el Nottingham Forest. Tuvo lugar por primera vez el 1 de octubre de 1892 en el Racecourse Ground de Derby en partido correspondiente a la First Division y que se saldó con victoria del Nottingham Forest por 2-3.
Aunque la rivalidad entre ambos clubes radica en su proximidad geográfica esta creció aún más a finales de los años 1970 cuando Brian Clough fue contratado como mánager del Forest para consternación de los hinchas del Derby. De acuerdo a una encuesta realizada por footballpools.com 9 de cada 10 aficionados de ambos equipos consideran al contrario como su principal rival.
Desde 2007 cada vez que ambos clubes se enfrentan el ganador es proclamado campeón del Trofeo Brian Clough en memoria del hombre que llevó a ambos equipos a sus cotas más altas. El primer trofeo en disputa fue en un partido amistoso el 31 de julio de 2007 en el Pride Park Stadium y lo conquistó el Derby County por 2-0.

## Historia
La rivalidad entre ambos clubes no era, inicialmente, demasiado grande. En los años 1880 la ciudad de Derby tenía dos clubes, el Derby County y el Derby Junction, mientras que la ciudad de Nottingham tenía al Forest y al Notts County como rivales locales. Incluso cuando el Derby Junction pasó a formar parte del Derby County la rivalidad entre ambos clubes no iba mucho más allá. Los dos clubes se enfrentaron por primera vez en 1892 tras la elección del Nottingham Forest para formar parte de la Football League el mismo año en que se expandía a dos divisiones tras cuatro años de separación con la Football Alliance. El Forest se fundó en 1865, 19 años antes que el Derby, pero eligió unirse al rival de la Football League, en 1889. Su campeonato de la Football Alliance en la temporada 1891-92 aseguró su entrada en la First Division cuando ambas ligas se fusionaron en 1892. El partido se disputó al menos dos veces por temporada desde 1892 hasta 1906, cuando el Forest descendió de categoría. Debido a las dos guerras mundiales, y al hecho de que ambos clubes tenían el hábito de conseguir éxitos en diferentes periodos de tiempo, sólo se vieron las caras en 6 temporadas (12 partidos) en los siguientes 64 años, todos en la Second Division, y 4 veces más en la FA Cup.
Desde que el partido regresó a la First Division en la temporada 1969/70 los encuentros se han vuelto mucho más comunes, aunque no tanto como el Derbi de Mánchester o el de Merseyside. Este regreso coincidió con la rivalidad creciente entre ambos clubes, especialmente tras el fichaje del antiguo entrenador del Derby County Brian Clough por el Forest, lo que provocó la ira de muchos hinchas del Derby. De hecho algunos comentaristas deportivos aseguran que la rivalidad entre ambos clubes es más sobre a qué club le pertenece el legado de Clough más que por proximidad geográfica. Esto, junto con el hecho de que el Derby es el único club de su ciudad y a que los aficionados del Forest no ven al Notts County como una amenaza ya que tradicionalmente han ocupado las dos últimas categorías de la Football League mientras el Forest ha ocupado las dos primeras, encendió la mecha entre ambas aficiones y desde entonces ha habido una feroz rivalidad entre ambos. Los hinchas de ambos equipos han protagonizado incidentes en numerosas ocasiones. En los años 1980, tras el partido, hooligans del Derby junto a otros del Leicester City (quien también mantiene una fuerte rivalidad con el Forest) causaron graves destrozos en el centro de Nottingham y se enfrentaron a aficionados del Forest. 60 hooligans fueron detenidos. Más recientemente, antes de un partido de la FA Cup en enero de 2009, hinchas del Forest lanzaron cabezas de oveja en dos pubs de Derbyshire. Ambas aficiones aparcaron sus diferencias en 2004 tras la muerte de Clough el 20 de septiembre de 2004. Ambos se enfrentaron en Championship sólo 6 semanas después en un partido tremendamente emotivo que se saldó con victoria del Derby 3-0, la mayor victoria sobre el Forest en 25 años.
Los encuentros recientes han estado rodeados de gran polémica. El 2 de noviembre de 2008 el árbitro Stuart Attwell estuvo en el centro del huracán cuando anuló dos goles al Derby en los últimos minutos y sacó tarjeta amarilla a 8 jugadores y expulsó al centrocampista Lewis McGugan del Forest. El entonces entrenador del Derby Paul Jewell fue especialmente duro en sus críticas a la actuación de Attwell, acusando al trencilla de 25 años de "perder el control del partido" y "robar" a los carneros la victoria. Las críticas en prensa llevaron al jefe de árbitros Keith Hackett a reunirse con Attwell y fue suspendido durante una semana. Días después Jewell aseguró que un miembro de la Football Association había contactado con él para decirle que el segundo gol debería haber subido al marcador.
La rivalidad entre ambos creció aún más cuando en diciembre de 2009 el antiguo mánager del Derby Billy Davies firmó por el Forest, así como varios exjugadores del Derby como Lee Camp, Robert Earnshaw y Dexter Blackstock, junto con el nombramiento de Nigel Clough como entrenador del Derby y el fichaje de la gran estrella del Forest Kris Commons por los carneros. Los dos equipos se volvieron a encontrar en la FA Cup en un partido en el que el Derby County remontó un 2-0 en el City Ground para terminar ganando 2-3. El capitán del Derby Robbie Savage agitó una bufanda de su equipo al terminar el partido para ira de la afición local. Tras el partido del 29 de agosto de 2009 (con victoria por 3-2 para el Forest) Nathan Tyson, en respuesta a la acción de Savage meses antes, celebró la victoria en el fondo de los aficionados visitantes agitando la bandera de uno de los córneres con el logo del club. La FA sancionó a ambos clubes por perder el control de sus jugadores, al Derby con £20,000, de las cuales £10,000 fueron suspendidas, y les ordenó con otras £400 para pagar los costes, el Nottingham Forest fue sancionado con £25,000, de las cuales £10,000 fueron suspendidas, y £1,200 en costes y Tyson fue sancionado con £5,000. El segundo partido de esa misma temporada fue también "caliente" tras un empujón de Chris Gunter a Jay McEveley y una agresión de Nigel Clough a Billy Davies, quien presentó una queja formal ante la League Manager's Association.

## Historial Estadístico
| Competición | Jugados | Derby County | Empate | Nottingham Forest | Goles Derby County | Goles Nottingham Forest |
| ----------- | ------- | ------------ | ------ | ----------------- | ------------------ | ----------------------- |
| League      | 99      | 33           | 27     | 39                | 146                | 143                     |
| FA Cup      | 8       | 4            | 2      | 2                 | 12                 | 8                       |
| League Cup  | 2       | 0            | 0      | 2                 | 1                  | 5                       |
| Total       | 109     | 37           | 29     | 43                | 158                | 155                     |

## En ambos conjuntos

### Futbolistas
Desde la Segunda Guerra Mundial al menos 30 jugadores diferentes han jugado para el Derby y el FOrest. La mayoría de estos movimientos se produjeron en los años 1970 y 80, cuando Clough firmó a muchos de sus antiguos jugadores en el Derby para el Forest.
El primer movimiento importante fue el interior izquierdo escocés Stewart Imlach quien, tras sin éxito la temporada 1954-55 en el Derby firmó por el Forest por £5,000. Participó en la final de la FA Cup en la que el Nottingham Forest derrotó al Luton Town en 1959. El siguiente traspaso directo entre ambos clubes fue Alan Hinton. Hinton pasó cuatro años en el Forest entre 1963 y 1967 antes de que Clough lo firmara para el Derby por £30,000. En el Forest se veía a Hinton como un mal jugador y creían que el Derby "pronto pediría que se le devolviera el dinero". Hinton jugó 253 partidos, marcó 63 goles y ganó dos títulos de liga con el Derby en ocho años. Otros traspases en los años 1960 y principios de los años 1970 fueron Terry Hennesse y Henry Newton, quienes ficharon directamente por el Derby, y Frank Wignall, quien lo hizo tras pasar antes por el Wolverhampton. Todos estos jugadores contribuyeron a los triunfos regulares del Derby entre 1969 y 1975. Tras el fichaje de Clough por el Forest en 1975 fichó a varios de sus antiguos jugadores para los reds. John O'Hare y John McGovern, quienes siguieron a Clough en su corta aventura en el Leeds United en 1974, recalaron en el Forest y fueron claves en el gran éxito del club. Archie Gemmill firmó por el Forest desde el Derby en 1977 y Colin Todd lo hizo en 1982, cuatro años después de salir del Derby.
En la otra dirección, tres campeones de la Copa de Europa con el Nottingham Forest firmaron por el Derby. El más famoso fue el de Peter Shilton, quien fichó por el Southampton en 1982 y pasó al Derby en 1987 donde estuvo hasta 1992. John Robertson fue firmado para el Derby por Peter Taylor, antiguo ayudante e íntimo amigo de Clough, en 1983 en un traspaso que terminó en los tribunales. Clough y Taylor rompieron su amistad de años y nunca pudieron reonciliarse al morir Taylor en Mallorca en octubre de 1990. Kenny Burns también pasó una temporada en el Derby. Los tres jugadores firmaron por el Derby cuando el gran éxito del Forest aún estaba fresco en la memoria y el Derby vivía tiempos difíciles.
Desde entonces ha habido unos cuantos jugadores que han militado en ambos conjuntos. Los porteros John Middleton, Steve Sutton y Lee Camp, los defensas Gary Charles, Gary Millas y Darren Wassall, los centrocampistas Steve Hodge, Glyn Hodges, Darryl Powell y Lars Bohinen y los delanteros Mikkel Beck, Dexter Blacksotck y Dean Saunders. En 30 de mayo de 2008 Robert Earnshaw fue el primer jugador en moverse directamente entre ambos clubes en 15 años (desde Gary Charles en 1993). El fichaje fue seguido tres días después por el de Kris Commons, estrella del Forest, al Derby County. Nathan Tyson ha sido el último jugador en fichar por el Derby procedente del Forest en junio de 2011.

### Entrenadores
El primer hombre en entrenar a ambos clubes fue Harold Wightman. Fue jugador del Derby entre 1919 y 1927, Wightman fue asistente del Derby con George Jobey y más tarde fue entrenador del Forest entre 1936 y 1939. Peter Taylor siguió un camino similar, fue asistente de Clough en el Derby y en el Forest, convirtiéndose en entrenador del Derby en 1982.
El primer entrenador en ambos clubes fue Dave Mackay. Mackay entrenó al Forest entre 1972 y 1973 y se unió al Derby en 1973 como reemplazo de Brian Clough. Mackay ganó el título de First Division con el Derby en la temporada 1974-75, segundo del club en cuatro temporadas.
Brian Clough entrenó al Derby County entre junio de 1967 y octubre de 1973, ascendiendo al club en 1969 y ganando el título de First Division en 1972. Esto fue seguido de una controvertida semifinal de la Copa de Europa contra la Juventus durante la temporada 1972-73. Clough se unió al Nottingham Forest en enero de 1975, tras pasar por el Brighton&Hove Albion y por el Leeds United. Clough cogió el relevo de Mackay, tras ser Allan Brown entrenador interino, con el Forest sufriendo por la permanencia en Second Division. En la temporada 1977-78 el Forest ganó su primer título de liga, tras ascender la temporada anterior a First Division, y la League Cup. La temporada siguiente el Forest ganó de nuevo la League Cup y la Copa de Europa. En la 1979-80 de nuevo conquistó la Copa de Europa y cayó en la final de la League Cup. Clough se convirtió en el primer entrenador campeón de liga con dos clubes desde Herbert Chapman. Dejó el club en 1993.
El 31 de diciembre de 2008 Billy Davies se convirtió en entrenador del Forest tras entrenar al Derby hasta noviembre de 2007, siendo el tercer hombre en entrenar a ambos clubes.

## Dobletes en Liga
| Temporada | Categoría       | Doble Ganador | Resultado en Derby | Resultado en Nottingham |
| --------- | --------------- | ------------- | ------------------ | ----------------------- |
| 1892/93   | First Division  | Nott'm Forest | 2–3                | 1–0                     |
| 1893/94   | First Division  | Nott'm Forest | 3–4                | 4–2                     |
| 1895/96   | First Division  | Derby County  | 4–0                | 2–5                     |
| 1897/98   | First Division  | Derby County  | 5–0                | 3–4                     |
| 1903/04   | First Division  | Nott'm Forest | 2–6                | 5–1                     |
| 1904/05   | First Division  | Derby County  | 3–2                | 0–1                     |
| 1911/12   | Second Division | Derby County  | 1–0                | 1–3                     |
| 1921/22   | Second Division | Nott'm Forest | 1–2                | 3–0                     |
| 1925/26   | Second Division | Derby County  | 2–0                | 1–2                     |
| 1953/54   | Second Division | Nott'm Forest | 1–2                | 4–2                     |
| 1954/55   | Second Division | Nott'm Forest | 1–2                | 3–0                     |
| 1971/72   | First Division  | Derby County  | 4–0                | 0–2                     |
| 1987/88   | First Division  | Nott'm Forest | 0–1                | 2–1                     |
| 1989/90   | First Division  | Nott'm Forest | 0–2                | 2–1                     |
| 2010/11   | Championship    | Nott'm Forest | 0–1                | 5–2                     |
| 2011/12   | Championship    | Derby County  | 1–0                | 1–2                     |

## Partidos históricos
El partido más importante entre Derby y Forest tuvo lugar en 1898 cuando ambos disputaron la final de la FA Cup en Londres, donde el Nottingham Forest ganó por 3-1 su primer título. Otro notable partido en FA Cup tuvo lugar en el Baseball Ground de Derby el 8 de enero de 1983. El Forest de Clough era doble campeón de Europa y uno de los mejores clubes del país mientras que el Derby, de la mano de Peter Taylor, pasaba muchos apuros en Second Division. El Derby ganó 2-0 en un partido que fue sonado.
- Primer partido y primera victoria del Nottingham Forest: 1892-93 en First Division - Derby County 2 - Nottingham Forest 3, 1 de octubre de 1892.
- Primera victoria del Derby County: 1894-95 en First Division - Derby County 4 - Nottingham Forest 2, 8 de septiembre de 1894.
- Primer Hat-Trick: 1895-96 en First Division por Steve Bloomer, Nottingham Forest 2 - Derby County 5.
- Primer empate: 1896-97 en First Division Derby County 1 – 1 Nottingham Forest, 5 de septiembre de 1896.
- Mayor victoria local: 1897-98 en First Division Derby County 5 – 0 Nottingham Forest, 11 de abril de 1897.
- Primer encuentro en FA Cup: 1897-98 en la Final Derby County 1 – 3 Nottingham Forest, 16 de abril de 1897.
- Mayor victoria visitante y mayor victoria total: 1903-04 en First Division Derby County 2 – 6 Nottingham Forest, 14 de noviembre de 1903.
- Primer encuentro en League Cup: 1985-86 en 3.ª Ronda, Derby County 1 - Nottingham Forest 2, 30 de octubre de 1985.

## Trofeo Brian Clough
En 2007 se decidió que cuando ambos clubes se enfrentaran, ya fuera en liga, FA Cup o League Cup, el ganador se llevaría el Trofeo Brian Clough en memoria del hombre que llevó a ambos clubes a sus cotas más altas. El partido inaugural fue un amistoso en julio de 2007 que ganó el Derby County por 2-0. El Derby retuvo el trofeo en los siguientes cuatro encuentros, con dos empates a uno en Pride Park y dos victorias en el City Ground por 2-3 y 1-3. Tras perder el trofeo por primera vez en agosto de 2009 tras perder 3-2 el Derby lo reconaquistó el 30 de enero de 2010 en Derby por 1-0. Los carneros son los actuales campeones, habiendo ganado al Forest 1-0 en Pride Park el 13 de marzo de 2012.

## Hooliganismo
Los partidos entre los dos equipos, como la mayoría de los derbis en el fútbol inglés, han resultado en un significante número de incidentes protagonizados por los hooligans.
El 23 de enero de 2009, en un partido de Football League Championship en el Pride Park Stadium aficionados de ambos equipos se enfrentaron en Florence Nightingale en Derby. El 29 de marzo de 2010, seis fanes del Forest y seis del Derby fueron condenados por la corte de Derby por los incidentes. El líder de la revuelta, un hombre de 49 años de Derby llamado Ian Innes, fue condenado a 20 meses de prisión y a 10 años sin poder asistir a un partido de fútbol en Inglaterra y Gales. Su hijo de 25 años Stephen también fue condenado a un año de prisión y a seis años de sanción.